# Kango
Kango (jap. 漢語 dosł. słowa Hanów, chińskie) – część słownictwa i wyrażeń w języku japońskim pochodzenia chińskiego.
Słowa te zapisywane są chińskimi znakami (kanji) i czytane po sinojapońsku (on’yomi). Pewna jej grupa została utworzona z elementów sinojapońskich niezależnie w Japonii. Nazywają się one wasei-kango (和製漢語).
Użyciu tego słownictwa towarzyszą wzory gramatyczne i zdaniowe, traktowane także jako sinojapońskie. Kango stanowią jedną z trzech kategorii, na które można podzielić słownictwo japońskie. Pozostałe dwa to: słownictwo czysto japońskie, zwane yamato-kotoba (大和言葉) lub wago (和語) oraz słownictwo pochodzące z języków zachodnich, zwane gairaigo (外来語). Około 60% słów używanych we współczesnym języku japońskim, to kango.

## Rola wyrazówkango
Samodzielny wyraz kango, składający się przeważnie z dwóch znaków i tworzący tzw. złożenie, jest z reguły rzeczownikiem lub po dodaniu stosownych sufiksów – przymiotnikiem. Staje się także czasownikiem po dodaniu suru (する) lub przysłówkiem po dodaniu ni (に).
Ze względu na swoją strukturę kango bezpośrednio nie może być czasownikiem, czy też przymiotnikiem właściwym.

## Struktura gramatyczna wyrazówkango
Wyraz kango może mieć dwa rodzaje struktury: część pierwsza określa część drugą albo cały wyraz jest połączeniem znaczeń obu części.

## Popularne morfemy określane

### 語 (ごgo)
Oznacza język. Np.:
| Znaczenie                | Kraj                      | Język                                 |
| ------------------------ | ------------------------- | ------------------------------------- |
| Japonia / język japoński | 日本 (にほん nihon)       | 日本語 (にほんご nihongo)             |
| Chiny / język chiński    | 中国 (ちゅうごく chūgoku) | 中国語 (ちゅうごくご chūgokugo)       |
| Polska / język polski    | ポーランド pōrando        | ポーランド語 (ポーランドご pōrandogo) |

- Wymowa kun’yomi: かたる kataru

### 人 (じんjin)
Oznacza osobę. W szczególności jako końcówka oznacza mieszkańca danego kraju. Np.:
| Znaczenie           | Kraj                      | Mieszkaniec                              |
| ------------------- | ------------------------- | ---------------------------------------- |
| Japonia / Japończyk | 日本 (にほん nihon)       | 日本人 (にほんじん nihonjin)             |
| Chiny / Chińczyk    | 中国 (ちゅうごく chūgoku) | 中国人 (ちゅうごくじん chūgokujin)       |
| Polska / Polak      | ポーランド pōrando        | ポーランド人 (ポーランドじん pōrandojin) |

- Inna wymowa on’yomi: にん nin
- Wymowa kun’yomi: ひと hito

### 者 (しゃsha)
Również oznacza osobę, stosowane raczej do zawodów. Np.:
- 医者 (いしゃ isha) – medycyna → lekarz
- 学者 (がくしゃ gakusha) – nauka → naukowiec
- 筆者 (ひっしゃ hissha) – piórko do pisania → pisarz
- Wymowa kun’yomi: もの mono

### 気 (きki)
Oznacza dosłownie duszę. Jest używane do pewnej klasy rzeczowników abstrakcyjnych.
- 天気 (てんき tenki) – niebo → pogoda
- 電気 (でんき denki) – elektryczny → elektryczność
- 病気 (びょうき byōki) – chory → choroba

### 車 (しゃsha)
Oznacza pojazd.
- 自転車 (じてんしゃ jitensha) – samemu + toczyć się → rower
- 自動車 (じどうしゃ jidōsha) – samemu + poruszać się → samochód
- 汽車 (きしゃ kisha) – para (wodna) → pociąg parowy
- 電車 (でんしゃ densha) – elektryczność → pociąg elektryczny
- Wymowa kun’yomi: くるま kuruma

### 数 (すうsū)
Oznacza liczbę, np.:
- 小数 (しょうすう shōsū) – mały → ułamek
- 指数 (しすう shisū) – wskazywać → indeks
- 点数 (てんすう tensū) – kropka, punkt → ilość punktów, punktacja

### 学 (がくgaku)
Oznacza naukę, np.:
- 語学 (ごがく gogaku) – język → lingwistyka
- 数学 (すうがく sūgaku) – liczba → matematyka
- 生物学 (せいぶつがく seibutsugaku) – organizm żywy → biologia

## Popularne morfemy określające

### 全 (ぜんzen)
Oznacza cały, np.:
- 全部 (ぜんぶ zenbu) – część → całość
- 全国 (ぜんこく zenkoku) – kraj → ogólnokrajowe

Uwaga: nie jest to ten sam znak co dotyczący buddyzmu Zen.

### 最 (さいsai)
Oznacza najbardziej, np.:
- 最高 (さいこう saikō) – wysoki → najwyższy (np. Sąd Najwyższy)
- 最近 (さいきん saikin) – bliski → najbliższy, ostatni (do tej pory)
- 最初 (さいしょ saisho) – początek → początkowy

### 無 (むmu)
Oznacza brak czegoś, np.:
- 無用 (むよう muyō) – używać → bezużyteczny
- 無料 (むりょう muryō) – opłata → darmowy
- 無言 (むごん mugon) – mówić → cisza

### 不 (ふfu)
Oznacza przeciwieństwo, np.:
- 不便 (ふべん fuben) – wygoda → niewygodne
- 不足 (ふそく fusoku) – wystarczać → niewystarczające
- 不安 (ふあん fuan) – spokój → niepokój